# James McAtee
James John McAtee (ur. 18 października 2002 w Salford) – angielski piłkarz, występujący na pozycji pomocnika w angielskim klubie Nottingham Forest oraz w reprezentacji Anglii U-21.

## Sukcesy

### Manchester City
- Mistrzostwo Anglii: 2021/2022
- Superpuchar Europy: 2023[2]